# Кредитний дериватив
Кредитні деривативи допомагають ізолювати ризики від кредиту та уможливлюють торгівлю останніми.
Зокрема, вони активно використовуються в рамках синтетичної сек'юритизації, яка на відміну від традиційної форми передбачає продаж ризику, а не усього активу. Популярності набули кредитні дефолтні свопи (англ.: «Credit Default Swap», надалі — CDS), кредитні спредові свопи (англ.: «Credit Spread Swap», надалі — CSS) та свопи повного повернення ("Total Return Swap, надалі — TRS). Вони є позабалансовими інструментами. З ними пов'язані також кредитно-дефолтні боргові зобов'язання (англ: «Credit (Default) Link Note», надалі — C(D)LN), які на відміну від перших трьох знаходять відображення в балансі.

## Кредитний дефолтний своп (CDS)
Кредитний дефолтний своп (CDS) є контрактом, який дозволяє покупцю отримати компенсацію в разі виникнення визначеної кредитної події для референційних активів, пулу активів, окремого кредиту тощо. Існує дві форми компенсації — грошова компенсація та фізична доставка. Перша форма передбачає покриття емітентом CDS збитку в розмірі різниці між номінальною та реальною вартістю активу. У рамках фізичної доставки емітент CDS зобов'язаний відкупити у продавця визначений в контракті актив за визначену ціну, наприклад, номінальну вартість активу. Таким чином, ризик щодо несприятливого розвитку ціни активу переходить на емітента. Як показано на рисунку, в обмін на компенсацію покупець CDS сплачує емітенту періодичну премію, розмір якої визначений в базових пунктах (відсоток вартості референційних активів) та встановлений для всієї дії угоди. Типовою кредитною подією можуть бути дефолт визначеного боржника, прострочення платежів або реструктуризація боржника в рамках процедури банкрутства.

## Кредитний спредовий своп (CSS)
Трансакції з кредитними спредовими свопами (CSS) відбуваються за схожою на CDS схемою, проте, концентруються вже на найменші негативні зміни якості активів. Компенсаційні платежі залежать від зміни кредитного спреду (маржі), тобто від різниці між відсотковими ставками референційного активу та пов'язаного інструменту, наприклад, LIBOR з ідентичним строком погашення. У разі перевищення спредом визначених меж відбувається компенсація. Таким чином, CSS є контрактом, який гарантує виплату різниці між доходом на визначений актив та доходом на референційний актив.

## Своп повного повернення (TRS)
Свопи повного повернення (TRS) є контрактами на суму сукупного періодичного доходу референційного активу. Вони охоплюють як ризик зміни відсоткової ставки, так і ризик зміни вартості активу, тобто кредитні і відсоткові ринкові ризики. Це передбачає отримання емітентом TRS («покупцем ризиків») всіх відсоткових платежів та різниці при збільшенні вартості референційних активів. Проте, останній повинен компенсувати зменшення вартості референційних активів, а також здійснювати відсоткові платежі на базі визначеної відсоткової ставки, наприклад, LIBOR. Платежі здійснюються в обох напрямках періодично.

## Кредитно-дефолтне боргове зобов'язання (CLN)
Кредитно-дефолтні боргові зобов'язання (CLN) є структурованими борговими вимогами, розмір повернення яких залежить від того, відбулася кредитна подія чи ні. Як зображено на рисунку, страхувальник є емітентом CLN, а страховик купує CLN за номінальну ціну. Емітент регулярно виплачує покупцю відсотки. У разі настання визначеної в контракті «кредитної події», боргова вимога погашається протягом визначеного строку в розмірі різниці номінальної ціни та збитків, тобто реальної (зменшеної) вартості боргової вимоги. Якщо «кредитна подія» не настала, погашення відбувається за номінальною ціною. Покупець CLN (страховик) таким чином бере на себе подвійний ризик — ризик дефолту активу та ризик дефолту емітента CLN. Проте, покупець має виключне право вимоги тільки до емітента CLN. У рамках "Базель II" CLN визнається як грошове забезпечення.